# Psyllaephagus bengalensis
Psyllaephagus bengalensis är en stekelart som beskrevs av Hayat 2003. Psyllaephagus bengalensis ingår i släktet Psyllaephagus och familjen sköldlussteklar. Inga underarter finns listade i Catalogue of Life.